# Sei pezzi da mille
Sei pezzi da mille (The Cold Six Thousand) è un romanzo di James Ellroy pubblicato nel 2001, il secondo della cosiddetta Trilogia americana (Underworld USA Trilogy). In esso Ellroy continua a ricostruire le trame e le macchinazioni che sarebbero l'origine di avvenimenti chiave della storia americana miscelando fonti storiche e invenzioni letterarie. È il seguito di American Tabloid; le vicende si svolgono dal 22 novembre 1963 al 9 giugno 1968.
Tradotto in italiano l'anno stesso della pubblicazione, il romanzo è stato diffuso anche in olandese, danese, finlandese, portoghese, spagnolo, svedese, ungherese, norvegese, polacco, tedesco, francese.

## Trama

### Parte prima - Estradizione
1963.
Sulle tracce dell'afroamericano Wendell Durfee per conto della mafia, il poliziotto Wayne Tedrow Jr. arriva a Dallas non appena John F. Kennedy è stato ucciso. Il piano organizzato da Ward Littell non è andato liscio come sperava: il cecchino professionista è fuggito ma Lee Harvey Oswald, il capro espiatorio per l'attentato, non è stato eliminato e ha piuttosto freddato un poliziotto, J.D. Tippit, finendo poi in manette. Anche Chuck Rogers, ex agente della CIA implicato nel complotto, è stato arrestato, ma l'errata identificazione aiuta Littell a scarcerarlo. Altro problema: i testimoni Lee Bowers e Arden Smith dichiarano di aver visto più cecchini rischiando di minare la teoria dell'assassino unico.
Mentre un angosciato Guy Banister informa Pete Bondurant di quanto accaduto, il rude sbirro Maynard Moore fa presto a zittire Bowers mozzandogli un pollice, ma Arden Smith è della scuderia del truce Jack Ruby, il quale ha portato lei e un'altra donna, Betty Mac, a far "visita" agli affiliati di Rogers notando i fucili da cecchino e intuendo il piano per uccidere JFK. Moore si rifiuta di uccidere Oswald perché troppo rischioso mentre Banister sa che secondo Carlos Marcello l'attentato sarebbe dovuto esser messo in pratica dalla squadra di Ward e Pete, così tutti questi problemi non ci sarebbero stati. Littell rintraccia Ander e ne rimane sedotto, così decide di proteggerla e la libera dal controllo di Jack Ruby, che costringe a uccidere Oswald. L'incarico viene svolto in diretta televisiva. Ward e Pete decidono di eliminare anche Moore in quanto testimone scomodo, ma ci pensa Tedrow che lo uccide per legittima difesa quando i due si ritrovano faccia a faccia con Durfee e Wayne decide di risparmiarlo facendolo scappare via. Tutto ciò avviene sotto gli occhi di Pete, che era già sulle tracce di Maynard.

### Parte seconda - Estorsione
Ward intuisce che la mafia voglia proseguire con l'eliminazione di chiunque sappia qualcosa circa il complotto contro JFK e fa cambiare identità ad Arden, che così diventa Jane. Poco dopo, come preventivato, Carlos Marcello ordina la morte della ragazza e di Betty Mac oltre a quella di ogni altro individuo presente nel motel dove si preparava l'attentato. A essere incaricato di questi omicidi è Pete, il quale però si rifiuta di toccare le donne e invita Ward a giocare d'astuzia con Marcello.
Bondurant intanto deve preparare, per conto di Marcello, la vendita dei casinò di Las Vegas a Howard Hughes; cerca da Wayne i fascicoli sulla Commissione per il gioco d'azzardo del Nevada in modo da conoscere vizi e segreti dei suoi affiliati, ma il poliziotto rifiuta poiché l'idea che Pete lo abbia visto uccidere Moore non lo preoccupa tanto ha coperto a dovere le sue tracce. Hughes però morde il freno: vuole conquistare Las Vegas in barba a ogni legge antitrust statale e federale, ma per farlo, gli ricorda Ward, deve prima concludere la vendita di molte sue azioni e ingraziarsi i membri della legislatura del Nevada. 
A una festa organizzata da suo padre, l'imprenditore mormone e razzista Tedrow Senior, Wayne scopre che l'uomo, uno dei finanziatori dell'attentato a JFK, smercia video e opuscoli osceni su Martin Luther King e va su tutte le furie con le persone che ne fanno uso. Tra esse c'è Chuck, che passa la notte di Natale con Pete a recarsi da un testimone del complotto, Jack Zangetty, per ucciderlo. L'operazione riesce ma i due sono alquanto maldestri e devono eliminare altri tre uomini.
1964.
A una riunione mafiosa, i principali boss, bocciata l'idea di Marcello circa lo smercio di eroina a Las Vegas, organizzano con Littell il piano per i casinò da vendere a Hughes: cedere al magnate le attività pur mantenendo a lavorarci alcuni loro uomini per fare la cresta sugli incassi; il denaro passerebbe da alcuni hotel dell'America Latina per poi finire in sicure banche svizzere. Il problema principale resta la corruzione del Comitato per il controllo del gioco d'azzardo in modo che l'operazione vada in porto, così, di fronte al no incassato da Pete con Wayne circa i fascicoli, la mafia si rivolge al comandante Buddy Fritsch, che odia il suo sottoposto Tedrow Junior ma ne idolatra il padre Tedrow Senior. Egli accontenta facilmente le richieste rivoltegli e spedisce Wayne a pedinare i membri della Commissione.
J. Edgar Hoover intanto prosegue con le infiltrazioni: stavolta nel mirino dell'FBI c'è Martin Luther King. Littell deve introdursi nella CSLC, la Conferenza del Sud per la Leadership Cristiana, tenerne d'occhio le mosse e comprometterla facendosi passare per un ex agente sinistrorso pentitosi dei suoi affari con la mafia e desideroso di fare interessanti donazioni all'organizzazione. Un uomo di Hoover, Lyle Holly, è già operativo presso l'omosessuale comunista Bayard Rustin, intimo collaboratore di King e sovversivo presente alle forze dell'ordine per la sua continua lotta contro la segregazione razziale.
Wayne pedina alcuni membri della Commissione, convinto che sia un incarico inutile, eppure: Webb Spurgeon adesca minorenni, Eldon Peavy smercia droga e gigolò a celebrità omosessuali come Rock Hudson, Duane Hinton uccide prostitute di colore... Tutti pronti a essere ricattati. Poco dopo Pete lo avvisa che Wendell è stato avvistato a Las Vegas con una pistola. In allarme, Wayne segue le tracce di Curtis e Leroy, eroinomani neri amici dell'afroamericano, ma mentre li pedina Wendell gli entra in casa e gli massacra la moglieLynette. Il poliziotto tenta il suicidio ma la sua pistola è scarica, così si sfoga uccidendo barbaramente i due tossici e Otis, fratello di Curtis. Del caso se ne occupa, per la sezione Narcotici di Las Vegas, Dwight Holly, fratello di Lyle ed ex agente dell'FBI appartenente all'estrema destra. L'indagine porta subito a Wayne e va in pasto ai giornali, così si temono disordini in città a nome dei diritti civili. Littell, chiamato da Pete per fare da avvocato a Tedrow, placa gli animi della comunità afroamericana telefonando a Rustin e inventando una storia di legittima difesa che il collaboratore di King accetta. Pete aiuta Wayne a essere scagionato mettendo su una convincente messinscena ma Tedrow Junior viene espulso dal corpo di polizia su pressioni di Dwight, che lo odia per avergli rovinato un'inchiesta sullo spaccio di droga.
Littell, oltre ai soldi che sottrae a Hughes falsificando alcuni registri contabili, cerca nuovi fondi per la CSLC e progetta di scremare ulteriormente quanto i boss intendano sottrarre al magnate dagli affari dei casinò. Hughes ha intenzione di far lavorare nelle sue attività solo mormoni, così Ward chiede a Tedrow Senior di fornirgliene a sufficienza.
Marcello costringe Pete a eliminare Betty Mac; l'incubo della donna assassinata tormenta Bondurant per molto tempo, anche quando rileva una società di taxi così da ricavare altre informazioni su Las Vegas. Deve poi occuparsi di una nuova grana: il giornalista Jim Koethe rivela che sta scrivendo un libro sull'attentato a Kennedy. Pete va a casa dell'uomo e, di fronte alla sua aggressività, lo uccide spezzandogli il collo, poi ne legge le bozze e consta che Koethe ha fatto proprio un gran lavoro: è risalito fino allo scioglimento della squadra di tiratori e alla possibile identità del cecchino professionista mai identificato: sarebbe un tal Jean Philippe Mesplède; ci sono anche pagine su Arden, identificata tramite una fonte segreta. Pete brucia tutti gli appunti, ma durante il ritorno in auto ha un attacco di vertigini e finisce fuori strada. A soccorrerlo è John Stanton, rientrato dal Vietnam per proporgli di tornare là con lui a preparare carichi di droga da smerciare a Las Vegas con la complicità comunque di Marcello. Gli introiti servirebbero a finanziare una nuova causa cubana alle spalle del presidente Lyndon B. Johnson, ben poco propenso a portarla avanti.
Wayne viene a sapere che Janice, la sua matrigna da cui è ossessionato, va a letto con uomini facoltosi su imposizione di Tedrow Senior in modo da facilitargli gli affari. Littell gli rivela anche che è stato proprio suo padre a organizzarne l'arrivo a Dallas, così Wayne affronta entrambe le situazioni: ha un rapporto sessuale con Janice e si confronta con Tedrow Senior chiudendoci i rapporti poiché l'incarico gli ha portato via la moglie e il lavoro.
Pete coinvolge Mesplède nel traffico di droga perché il sicario è un devoto anticomunista con curriculum di tutto rispetto, e chiede aiuto anche a Wayne, che accetta.

### Parte terza - Sovversione
In piena Guerra del Vietnam, il contrabbando di eroina tra l'ex Indocina e Stati Uniti d'America comincia a ingranare. Pete coinvolge nell'affare l'ignaro Littell chiedendogli aiuto coi voli privati e lui ottiene l'appoggio di Hughes. Il magnate cede al colonnello dell'Aeronautica militare Clark Kinman molti resti di armamenti destinati al Vietnam in cambio di controlli doganali evitati sui trasporti provenienti dal Vietnam. Pete, Chuck, Mesplède  e il sergente Bob Relyea si aggiudicano, con atti di pura guerriglia, tre importanti piantagioni sudvietnamite di papaveri e vi istaurano un vero e proprio regime di schiavitù per la coltivazione e l'elaborazione delle materie prime che portano all'eroina.
Hoover, volendo irrigidire la pressione su Martin Luther King, divenuto particolarmente ostile nei confronti dell'FBI che lui definisce discriminatoria, intende partire lui stesso con una crociata contro il razzismo bianco, così impone a Littell di sospendere i finanziamenti alla CSLC e raggruppa una squadra di estrema destra che comprende i fratelli Holly, Bob e Wayne Tedrow Senior. Obiettivi: screditare le teorie socialiste della Conferenza, chi ne fa parte, le cause che serve, le motivazioni che la tengono in piedi; è opportuno evitare che King ottenga sempre più credibilità nei confronti del popolo americano e possa proseguire con le accuse contro il Bureau.
1965.
Nei successivi mesi Littell si divide tra Hughes, Jimmy Hoffa e Hoover mentre frequenta ancora Jane ma inizia una relazione con Janice, abbandonata e malmenata da Wayne Senior dopo che lei è andata a letto con Wayne Junior. Quest'ultimo continua a cercare Wendell Durfee, senza successo.
A un certo punto Chuck, mentre Stanton e Pete trafficano pure con le armi, dà i numeri e sparisce dal Vietnam con un carico di munizioni ed esplosivi destinati ai soldati americani. Pete e Wayne lo cercano a casa a Houston ma scoprono solo che ha trucidato i suoi genitori; anche Littell è sulle tracce dell'ex agente della CIA e affiliato del Ku Klux Klan perché Janice lo ha sentito parlare al telefono con Tedrow Senior, e intuisce che ci sia qualcosa di particolarmente importante in programma. Poco dopo, a Bogalusa, una bomba fa crollare una chiesa frequentata da persone di colore; Ward sopraggiunge e rimane sconvolto dalla carneficina. Il fondato sospetto è che dietro alla strage ci sia Bob, manovrato da Wayne Senior. Pete e Wayne arrivano nel motel dove Chuck si nasconde, lo neutralizzano e gli chiedono informazioni, ma sopraggiunge Littell, che lo uccide.

### Parte quarta - Coercizione
Dwight e Hoover convengono sul fatto che Bob, facendo saltare in aria una chiesa, abbia oltrepassatoi limiti.
Ward ha scoperto Jane mentre frugava tra le sue carte, così Pete inizia a indagare su di lei ipotizzando che stia lavorando per Carlos Marcello in cambio della grazia; d'altronde la donna, stando alle rivelazioni di Hoffa, è la ex contabile del fu Jules Schiffrin, custode dei registri del Fondo pensioni, quindi potrebbe sapere molto più di quanto dice. Ipotesi fondata: il marito della donna, Danny Bruvick, spiega che con Arden aveva cercato di truffare Hoffa e Carlos Marcello aveva preso entrambi i coniugi sotto la sua ala protettrice per salvarli dai sicari del potente sindacalista. Il boss, però, aveva preteso da lei adeguata sorveglianza su Littell, di cui iniziava a non fidarsi più di tanto.
Littell intanto, convinto che Lyle si sia fatto un personale archivio privato su Martin Luther King, gliene chiede informazioni mentre è ubriaco. Convinto che ciò possa minare l'operazione di Hoover, si precipita quindi a casa di Lyle e trova scartoffie che parlano di un King megalomane, pronto a comizi, sabotaggi e raccolte fondi che portino avanti una campagna elettorale fondata sull'estrema sinistra. Lyle sopraggiunge quando Littell gli ha già portato via tutti gli incartamenti e, avendo perso la possibilità di guadagnare soldi per saldare i suoi ingenti debiti di gioco, si uccide per la disperazione. Littell, che quindi non può dichiarare quanto fatto per la causa, falsifica una lettera in cui Lyle dichiara di essere stato un doppiogiochista al soldo di Bobby Kennedy. Informato poi da Freddy Otash circa il passato di Arden, rimane sconvolto all'idea di esser sempre stato sorvegliato per conto di Marcello e affronta la ragazza. Poco dopo ella fa perdere le sue tracce.
1966.
Mentre deve vedersela con alcuni problemi cardiaci, Pete investe i profitti del traffico di eroina e acquisisce un albergo-casinò mentre continua a gestire operazioni militari su Cuba con Wayne. Hoover è convinto che dietro alla morte di Lyle ci sia Littell e dice a Dwight di pedinarlo costantemente.

### Parte quinta - Incursione
Vendute molte azioni e racimolati i contanti, Hughes sbarca a Las Vegas insieme a una grossa quantità di mormoni da inserire nei suoi casinò mentre Wayne Senior si riappacifica col figlio scusandosi per averlo coinvolto nei fatti di Dallas.
Hoover e Dwight sono poco convinti che Lyle fosse davvero un doppiogiochista, ma non trovano prove che possano incriminare Ward per la morte dell'agente infiltrato. Decidono comunque di estrometterlo dall'operazione su King e utilizzare le sue abilità nelle intercettazioni facendogli mettere molte cimici in una suite che dicono sia di un boss mafioso ma in cui invece alloggia Bobby. 
1967.
Jack Ruby muore di cancro.
Un tentativo ordito da Pete per incastrare Rustin tramite Sal Mineo non riesce perché l'uomo trova facilmente le trasmittenti di Fred Turentine nella sua camera. Littell avverte la mancanza di fiducia da parte di Hoover e comincia anche a essere stanco della vita che fa e vorrebbe ritirarsi. Dwight e Tedrow Senior, invece, venuti a conoscenza delle precarie condizioni di salute di Hoover, optano per trovare un capro espiatorio tra chi spedisce lettere minatorie a King, in modo che qualsiasi attacco al leader afroamericano non venga attribuito a loro, così scelgono Wayne per intercettargli la posta dandogli, in cambio, l'odiato Wendell Durfee. Successivamente i due si scambiano informazioni sul traffico di armi messo su da Stanton e due suoi soci, i sicari Flash Elorde e Laurent Guéry, che dicono stiano segretamente contrabbandando armi a Cuba per cederle a Fidel Castro così da poterlo convincere a far aprire nuovi casinò alla malavita organizzata. Essa quindi sta lisciando il pelo sia alla destra che alla sinistra. Pete, Wayne e Mesplède sono dichiarati ignare pedine di questo piano.
Fra i gangster intanto serpeggia sempre più odio verso King perché contrari a favorire alle persone dei colore integrazioni e diritti civili e si comincia a vociferare di una taglia sulla sua testa. Alcune cimici registrano poi voci sulla morte di Arden-Jane avvenuta per mano degli uomini di Marcello.
Dwight e Tedrow Senior focalizzano la loro attenzione sull'irrequieto tossicodipendente razzista James Earl Ray, e invitano Otash a testarne la fedeltà alla causa. Potrebbe essere lui la pedina decisiva nelle operazioni contro King. 
1968.
King, nella sua guerra contro Hoover e l'FBI, si allea con Bobby, che ha deciso di candidarsi come presidente e di riprendere in mano la causa contro l'Organizzazione.

### Parte sesta - Interdizione
Pete scopre che Stanton, contrariamente a quanto accordato tra i due, vende eroina anche ai soldati americani. Ciò porta il sicario a pedinare l'agente della CIA e a trovare un magazzino zeppo di orologi d'oro, mobili pregiati e auto di lusso comprati coi proventi del traffico di droga. Pete realizza quindi di essere stato, con Mesplède e Wayne, usato per uno scopo ben diverso da quello inizialmente immaginato. Poco dopo viene raggiunto da Ward: Carlos Marcello e gli altri boss gli hanno svelato il piano delle armi a Cuba ma hanno anche scoperto del contrabbando di beni preziosi alimentato da soldi destinati all'Organizzazione. Littell porta a Bondurant l'offerta della mafia: la pensione in cambio della morte di Stanton, Elorde e Guéry.
Wayne riceve una soffiata, trova Durfee malmesso dall'eroina e lo uccide senza pietà. Poco dopo viene prelevato da Dwight e Otash che gli affidano il compito di imbastire l'attentato a Martin Luther King. Janice intanto scopre che i dolori che avvertiva da settimane non erano dovuti al pestaggio subito da Tedrow Senior bensì a un tumore: le restano ormai pochi mesi di vita.
Pete esegue il compito affidatogli da Littell ma subisce un nuovo attacco cardiaco e si salva in extremis. Wayne, Bob e Otash organizzano l'attentato a King, che viene ucciso da un colpo di fucile. L'evento porta a scontri violentissimi in strada. Mentre tutta la polizia d'America dà la caccia a Ray, la mafia ordina la morte di Bobby. Pete trova a chi farlo uccidere: un certo Sirhan Sirhan, che odia a morte il fratello di JFK e soffre di perdita di memoria. Littell scopre che alcune intercettazioni dell'FBI su Bobby sono state inoltrate all'Organizzazione così da spingerla a prendere drastici provvedimenti, capisce cosa stia per accadere e cerca di evitare la morte del ministro, ma Pete lo ferma in tempo.
Bobby muore per numerosi colpi di pistola sparati da Sirhan e Ward, preso dal rimorso, si uccide. Bondurant si ritira infine a vita privata. Wayne, sapendo che suo padre prenderà il posto di Littell nell'ambiente mafioso, lo fa passare per traditore e scaricare dai boss così da soffiargli l'incarico. Lascia infine che Janice uccida Tedrow Senior con una mazza da golf.

## Edizioni
- (EN) James Ellroy, The Cold Six Thousand, 1ª ed., New York, Alfred A. Knopf, 2001, ISBN 0-679-40392-2.
- James Ellroy, Sei pezzi da mille, traduzione di Stefano Bortolussi, Collana Omnibus, Milano, Arnoldo Mondadori Editore, 2001, ISBN 978-88-044-9034-0.
- James Ellroy, Sei pezzi da mille, traduzione di Stefano Bortolussi, n. 1219, Collana Oscar Bestsellers, Milano, Arnoldo Mondadori Editore, 2002, ISBN 978-88-045-0163-3.
- James Ellroy, Sei pezzi da mille, traduzione di Stefano Bortolussi, Collana Oscar Contemporanea, Milano, Arnoldo Mondadori Editore, 2010, ISBN 978-88-046-0491-4.
- James Ellroy, Sei pezzi da mille, traduzione di Stefano Bortolussi, 451, Mondadori, Collana Oscar, Milano, Arnoldo Mondadori Editore, 2017, ISBN 978-88-046-8531-9.
- James Ellroy, Sei pezzi da mille, traduzione di Stefano Bortolussi, Collana Super ET, Torino, Einaudi, 2022, ISBN 978-88-062-5385-1.